# يحيى أباد (أصفهان)
يحيی‌ أباد هي قرية في مقاطعة أصفهان، إيران. عدد سكان هذه القرية هو 314 في سنة 2006.